# 小さな丸い好日
『小さな丸い好日』（ちいさなまるいこうじつ）は、日本のシンガーソングライター・aikoが1999年4月21日にポニーキャニオンから発売した1枚目のオリジナル・アルバム。

## 解説
シングル『あした』、『ナキ・ムシ』を含む全11曲を収録。アルバム名『小さな丸い好日』は『オレンジな満月』の歌詞の一節である。
発売1日前にアメリカで発生した学校銃乱射事件の影響のため、一部店舗では入荷に遅れがあった。

## アートワーク・再発盤
初回限定盤は3面デジパック&ピクチャーCD。
当初はジャケットのタイトル文字が白で、通常盤はバックインレイに印刷のない白トレイだったが、2000年12月15日に初回盤が復刻された時は青文字、通常盤は透明トレイに変更された。
2005年6月29日には高音質なSACD（スーパーオーディオCD）として再リリースされている。
2008年3月12日「aiko 10th Anniversary ちょっと嬉しいHappy Surprise vol.1」として初回限定仕様盤に本人デザインのオリジナルステッカーを封入して復刻リリース。ジャケットのタイトル文字が赤に変更されている。
2023年7月17日に、デビュー25周年記念として本作および『桜の木の下』・『夏服』・『秋 そばにいるよ』の計4作のオリジナル・アルバムがLPレコードで発売された。

## 収録曲
| 全作詞・作曲: AIKO（11作曲：小森田実）、全編曲: 島田昌典（11：小森田実）。 |                                  |                            |                            |      |
| #                                                                          | タイトル                         | 作詞                       | 作曲・編曲                 | 時間 |
| 1.                                                                         | 「オレンジな満月」               | AIKO（11作曲： 小森田実 ） | AIKO（11作曲： 小森田実 ） | 5:33 |
| 2.                                                                         | 「ジェット」                     | AIKO（11作曲： 小森田実 ） | AIKO（11作曲： 小森田実 ） | 3:33 |
| 3.                                                                         | 「私生活」                       | AIKO（11作曲： 小森田実 ） | AIKO（11作曲： 小森田実 ） | 5:53 |
| 4.                                                                         | 「歌姫」                         | AIKO（11作曲： 小森田実 ） | AIKO（11作曲： 小森田実 ） | 5:26 |
| 5.                                                                         | 「赤い靴」                       | AIKO（11作曲： 小森田実 ） | AIKO（11作曲： 小森田実 ） | 4:57 |
| 6.                                                                         | 「イジワルな天使よ 世界を笑え!」 | AIKO（11作曲： 小森田実 ） | AIKO（11作曲： 小森田実 ） | 4:40 |
| 7.                                                                         | 「恋堕ちる時」                   | AIKO（11作曲： 小森田実 ） | AIKO（11作曲： 小森田実 ） | 4:19 |
| 8.                                                                         | 「夏にマフラー」                 | AIKO（11作曲： 小森田実 ） | AIKO（11作曲： 小森田実 ） | 3:51 |
| 9.                                                                         | 「ボブ」                         | AIKO（11作曲： 小森田実 ） | AIKO（11作曲： 小森田実 ） | 2:47 |
| 10.                                                                        | 「ナキ・ムシ」                   | AIKO（11作曲： 小森田実 ） | AIKO（11作曲： 小森田実 ） | 4:51 |
| 11.                                                                        | 「あした」                       | AIKO（11作曲： 小森田実 ） | AIKO（11作曲： 小森田実 ） | 4:08 |
| 合計時間:                                                                  | 合計時間:                        | 49:58                      |                            |      |

## 曲解説
1. オレンジな満月
  - テレビ朝日系「週刊地球TV」オープニングテーマ
2. ジェット
  - 「ヒューマンアカデミー」TV-CMソング
3. 私生活
  - フジテレビ系「らぶ・ちゃっと」エンディングテーマ
4. 歌姫
  - 『aikoの@llnightnippon.com』のレギュラー放送最終回の最後の曲。
5. 赤い靴
  - テレビ朝日系「速報!スポーツCUBE」コーナーテーマ
  - 2ndシングル『ナキ・ムシ』カップリング曲
6. イジワルな天使よ 世界を笑え!
  - インディーズ・アルバム『GIRLIE』の2ndトラックに収録されていたものを再録。
7. 恋堕ちる時
8. 夏にマフラー
9. ボブ
10. ナキ・ムシ
  - 毎日放送「おかえりワイド」のエンディング・テーマ
  - 山口朝日放送「レッツゴーワイルド」のエンディングテーマ
  - ロッテ「シナモンガム」TV-CMソング
11. あした
  - 東映系『新生 トイレの花子さん』主題歌
  - 日本テレビ系「新橋ミュージックホール」エンディングテーマ

## 発売形態
| 仕様                 | 発売日         | ジャケットタイプ | 備考 |
| -------------------- | -------------- | ---------------- | --- |
| 初回限定盤           | 1999年04月21日 | タイトル白文字   | デジパック仕様。背表紙タイトルが上寄せ。 |
| 通常仕様盤           | 1999年04月21日 | タイトル白文字   | プラケース仕様。白トレイ。バックインレイ印刷なし。背表紙タイトルが上寄せ。                                                                             |
| 初回限定盤【再発】   | 2000年12月15日 | タイトル青文字   | デジパック仕様。背表紙タイトルが中央寄せ。シュリンクに青色のタイアップシール貼付。「ナキ・ムシ」限定生産盤と同時発売。                                 |
| 通常仕様盤【再発】   | 2000年12月15日 | タイトル青文字   | プラケース仕様。透明トレイ。背表紙タイトルが中央寄せ。初期流通品にシュリンクに青色のタイアップシール貼付。                                             |
| 初回限定盤【再再発】 | 2001年09月20日 | タイトル青文字   | デジパック仕様。背表紙タイトルが中央寄せ。2000年盤デジパック仕様との違いはシュリンクにシールなし、帯の紙質が違う。「桜の木の下」初回盤再発と同時発売。 |
| SACD盤               | 2005年06月29日 | タイトル青文字   | プラケース仕様。透明トレイ。スーパーオーディオCD。 |
| 初回限定盤【復刻】   | 2008年03月12日 | タイトル赤文字   | デジパック仕様。ジャケットタイトル文字を赤色に変更。オリジナルステッカー封入。                                                                         |
| アナログ盤           | 2023年07月17日 | タイトル青文字   | |

※SACD盤とアナログ盤を除く全ての仕様で品番・発売日の表記は同一である。

## 演奏
- aiko
  - Vocal
  - Background Vocal (#1.2.3.5.6.7.11)
  - Wurlitzer (#9)
- 河村智康：Drums (#1.7.8)
- 樋沢達彦：Bass (#1.7.8)
- 小倉昌浩：Guitars (#1.2.7.8.10)
- 島田昌典
  - Keyboards (#1-8.10)
  - Programming (#2.3.5)
- 狩野良昭：Guitars (#3.4.5.6)
- 松永俊弥：Drums (#4.6.10)
- スティング宮本：Bass (#4.6)
- YOKAN：Trumpet,Tenor Sax,Trombone(#6)
- 弦一徹ストリングス：Strings (#10)
- 古川望：Guitars (#11)
- 小森田実：Keyboards&Programming,Background Vocal (#11)